# Georg Friedrich Grüneberg
Georg Friedrich Grüneberg (* 13. Dezember 1752 in Magdeburg; † 22. Oktober 1827 in Stettin, Pommern) war ein deutscher Orgelbauer in Stettin.

## Leben
Sein  Vater Philipp Wilhelm Grüneberg war Orgelbauer in Magdeburg, seit 1767 in Belgard in Pommern. Georg Friedrich lernte beim Vater, wie auch der Bruder Johann Wilhelm, der später Orgelbauer in Brandenburg an der Havel wurde. Georg Friedrich Grüneberg war ab etwa 1779 Mitarbeiter bei Johann Gottlieb Mehnert in Stettin und übernahm 1782 dessen Werkstatt.
Sein Sohn August Wilhelm übernahm sie 1824, der Enkel Barnim Grüneberg machte sie zur bedeutendsten im Ostseeraum.

## Werke (Auswahl)
Von Georg Friedrich Grüneberg sind Neubauten, Dispositionsänderungen, Reparaturen und Neubau-Angebote bekannt. Erhalten sind der Prospekt und Teile der Orgel in Chojnice (Konitz), sowie Teile in Poznań (Posen).
Orgelneubauten
| Jahr      | Ort                            | Gebäude                                | Bild | Manuale | Register | Bemerkungen |
| --------- | ------------------------------ | -------------------------------------- | ---- | ------- | -------- | --- |
| 1779–1782 | Posen (Poznań)                 | Kreuzkirche, heute Allerheiligenkirche |      |         |          | Altarorgel in neuer Kirche, mit Mehnert, 1868 umfassender Umbau von W. Sauer auf II/P, 30, heute I/P, 19, Prospekt und Teile der Orgel erhalten                                                                         |
| 1783      | Konitz (Chojnice), Westpreußen | Augustinerklosterkirche                |      | II/P    | 23       | 1819 Umsetzung in Verkündigungskirche, später pneumatischer Umbau durch A. Terletzki, 1947 Umsetzung in Johanneskirche, 1954 Umbau von Sobiechowski mit neuem Prospekt auf II/P, 37, Teile der Grüneberg-Orgel erhalten |
| 1804      | Breń                           |                                        |      | I/P     | 13       | Ursprünglich befand sich die Orgel in der Kirche in Drezdenko. Im Jahr 1902 wurde die alte Kirche abgerissen, und die Orgel wurde in die neu erbaute Kirche in Breń überführt.                                          |
| 1818      | Stettin (Szczecin)             | St. Peter und Paul                     |      | II/P    | 24       | nicht erhalten |
| 1822      | Schwedt                        | Stadtkirche                            |      |         |          | nicht erhalten |

Weitere Arbeiten
| Jahr | Ort                          | Gebäude          | Bild | Manuale | Register | Bemerkungen                                    |
| ---- | ---------------------------- | ---------------- | ---- | ------- | -------- | ---------------------------------------------- |
| 1767 | Belgard (Białogard)          | Kirche           |      |         |          | Vermutung, beim Umbau von Marx                 |
| 1781 | Stettin (Szczecin)           | St. Nikolai      |      |         |          | Reparatur, mit Mehnert                         |
| 1782 | Stettin                      | St. Marien       |      |         |          | Reparatur, mit Mehnert                         |
| 1786 | Stettin                      | St. Jacobi       |      |         |          | Dispositionsänderung, bereits 1783 Reparaturen |
| 1796 | Königsberg (Chojna), Neumark | St. Marien       |      |         |          | Reparaturen, dann 1811 Reparaturen-Angebot     |
| 1800 | Cammin, Pommern              | Dom              |      |         |          | Dispositionsänderungen und Reparaturen         |
| 1811 | Demmin, Pommern              | St. Bartholomaei |      |         |          | Neubau-Angebot, nicht gebaut                   |
| 1821 | Briest                       | Kirche           |      |         |          | Neubau-Angebot, nicht angenommen               |